# Damallsvenskan 2021
La Damallsvenskan 2021 es la 34.ª edición de la Damallsvenskan, primera división de fútbol femenino en Suecia. 
AIK y Hammarby Fotboll consiguieron el ascenso a la primera división. Umeå IK y IK Uppsala descendieron a la Elitettan.
Todos los partidos son retransmitidos mundialmente, excepto en México, gratuitamente por Damallsvenskan TV Archivado el 5 de marzo de 2017 en Wayback Machine.. Aftonbladet ha adquirido los derechos de retransmisión hasta 2022 y estarán disponibles en Sportbladet Play.

## Equipos
| Club                   | Ciudad       | Estadio                       | Capacidad |
| ---------------------- | ------------ | ----------------------------- | --------- |
| AIK                    | Estocolmo    | Skytteholms IP                | 4.000     |
| BK Häcken              | Gotemburgo   | Arena Bravida                 | 6.316     |
| Djurgardens IF         | Estocolmo    | Estadio Olímpico de Estocolmo | 14.200    |
| Eskilstuna United DFF  | Eskilstuna   | Tunavallen                    | 7.220     |
| Fotboll Club Rosengård | Malmö        | Malmö IP                      | 7.600     |
| Hammarby Fotboll       | Estocolmo    | Hammarby IP                   | 1.537     |
| KIF Örebro DFF         | Örebro       | Behrn Arena                   | 12.645    |
| Kristianstads DFF      | Kristianstad | Kristianstad fotbollsarena    | 2.500     |
| Linköpings FC          | Linköping    | Linköping Arena               | 7.400     |
| Piteå IF               | Pitea        | LF Arena                      | 3.000     |
| Växjö DFF              | Växjö        | Visma Arena                   | 12.000    |
| Vittsjö GIK            | Vittsjö      | Vittsjö IP                    | 3.000     |

## Clasificación
| Pos. | Equipo                | Pts. | PJ | G  | E | P  | GF | GC | Dif. | Clasificación o descenso             |
| ---- | --------------------- | ---- | -- | -- | - | -- | -- | -- | ---- | ------------------------------------ |
| 1    | FC Rosengård (C)      | 57   | 22 | 18 | 3 | 1  | 54 | 10 | +44  | Clasificación a la Liga de Campeones |
| 2    | BK Häcken             | 47   | 22 | 14 | 5 | 3  | 53 | 13 | +40  | Clasificación a la Liga de Campeones |
| 3    | Kristianstads DFF     | 35   | 22 | 9  | 8 | 5  | 33 | 26 | +7   | Clasificación a la Liga de Campeones |
| 4    | Eskilstuna United DFF | 35   | 22 | 10 | 5 | 7  | 27 | 22 | +5   |                                      |
| 5    | Vittsjö GIK           | 32   | 22 | 8  | 8 | 6  | 29 | 20 | +9   |                                      |
| 6    | Linköpings FC         | 31   | 22 | 8  | 7 | 7  | 33 | 27 | +6   |                                      |
| 7    | Hammarby Fotboll      | 31   | 22 | 9  | 4 | 9  | 40 | 37 | +3   |                                      |
| 8    | KIF Örebro DFF        | 30   | 22 | 9  | 3 | 10 | 25 | 43 | −18  |                                      |
| 9    | Djurgårdens IF        | 21   | 22 | 6  | 3 | 13 | 21 | 38 | −17  |                                      |
| 10   | AIK                   | 20   | 22 | 5  | 5 | 12 | 14 | 48 | −34  |                                      |
| 11   | Piteå IF              | 16   | 22 | 4  | 4 | 14 | 19 | 38 | −19  |                                      |
| 12   | Växjö DFF             | 11   | 22 | 2  | 5 | 15 | 7  | 33 | −26  | Descenso a Elitettan                 |

 Fuente: svenskfotboll.se
Criterios de clasificación: 1) Puntos; 2) Diferencia de goles; 3) Número de goles marcados

## Resultados
| Local \ Visitante     | AIK  | DIF | ESK | HÄK | HAM | LIN | KRI | ORE | PIT | ROS | VIT | VÄX |
| --------------------- | ---- | --- | --- | --- | --- | --- | --- | --- | --- | --- | --- | --- |
| AIK                   |      | 1–0 | 0–2 | 0–0 | 2–2 | 1–2 | 1–1 | 2–0 | 0–1 | 0–7 | 1–0 | 1–0 |
| Djurgårdens IF        | 1–2  |     | 1–0 | 1–4 | 2–1 | 2–2 | 1–4 | 1–0 | 3–0 | 0–2 | 2–2 | 1–0 |
| Eskilstuna United DFF | 1–0  | 3–1 |     | 3–2 | 1–1 | 1–0 | 1–1 | 1–2 | 3–0 | 0–2 | 1–1 | 2–1 |
| HÄK                   | 10–0 | 4–0 | 3–0 |     | 5–1 | 0–1 | 6–2 | 2–0 | 0–0 | 2–0 | 0–0 | 2–0 |
| Hammarby Fotboll      | 4–1  | 3–2 | 0–2 | 0–1 |     | 1–3 | 3–1 | 5–0 | 1–1 | 1–2 | 0–1 | 2–1 |
| Linköpings FC         | 2–0  | 3–1 | 0–0 | 0–3 | 3–3 |     | 1–1 | 4–1 | 4–3 | 0–1 | 0–0 | 5–0 |
| Kristianstads DFF     | 1–1  | 2–1 | 2–0 | 1–3 | 1–2 | 1–0 |     | 2–2 | 6–1 | 0–0 | 1–0 | 0–1 |
| KIF Örebro DFF        | 2–0  | 1–0 | 1–1 | 0–3 | 2–3 | 2–1 | 0–2 |     | 2–1 | 0–0 | 1–0 | 4–1 |
| Piteå IF              | 4–0  | 1–0 | 0–2 | 0–1 | 0–3 | 1–1 | 1–2 | 0–2 |     | 2–3 | 1–1 | 1–0 |
| FC Rosengård          | 3–0  | 3–0 | 3–1 | 2–0 | 3–1 | 2–1 | 1–1 | 6–0 | 1–0 |     | 3–1 | 5–0 |
| Vittsjö GIK           | 4–0  | 0–1 | 1–0 | 1–1 | 3–1 | 3–0 | 0–0 | 8–2 | 2–1 | 0–4 |     | 1–0 |
| Växjö DFF             | 1–1  | 0–0 | 0–2 | 1–1 | 0–2 | 0–0 | 0–1 | 0–1 | 1–0 | 0–1 | 0–0 |     |

## Estadísticas

### Máximas goleadoras
| Puesto | Jugadora                  | Club                  | Goles |
| ------ | ------------------------- | --------------------- | ----- |
| 1      | Stina Blackstenius        | BK Häcken             | 17    |
| 2      | Uchenna Kanu              | Linköpings FC         | 14    |
| 3      | Olivia Schough            | FC Rosengård          | 12    |
| 4      | Madelen Janogy            | Hammarby              | 10    |
| 4      | Felicia Rogic             | Eskilstuna United DFF | 10    |
| 6      | Sanne Troelsgaard Nielsen | FC Rosengård          | 9     |
| 7      | Jelena Čanković           | FC Rosengård          | 8     |
| 7      | Emilia Larsson            | Hammarby              | 8     |
| 9      | Fernanda Da Silva         | Vittsjö GIK           | 7     |
| 9      | Emma Jansson              | Hammarby              | 7     |
| 9      | Cornelia Kapocs           | Linköpings FC         | 7     |
| 9      | Mimmi Larsson             | FC Rosengård          | 7     |

### Máximas asistencias
| Puesto | Jugadora                 | Club                  | Asistencias |
| ------ | ------------------------ | --------------------- | ----------- |
| 1      | Stina Blackstenius       | BK Häcken             | 8           |
| 2      | Ebba Hed                 | Vittsjö GIK           | 7           |
| 2      | Olivia Schough           | FC Rosengård          | 7           |
| 4      | Mia Jalkerud             | Eskilstuna United DFF | 5           |
| 4      | Madelen Janogy           | Hammarby              | 5           |
| 6      | Fernanda Da Silva        | Vittsjö GIK           | 4           |
| 6      | Sveindís Jane Jónsdóttir | Kristianstads DFF     | 4           |
| 6      | Clara Markstedt          | Vittsjö GIK           | 4           |
| 6      | Amanda Nildén            | Eskilstuna United DFF | 4           |
| 6      | Matilda Vinberg          | Hammarby              | 4           |